# Джек Коул (хореограф)
Джек Коул (англ. Jack Cole, при рождении Джон Юинг Рихтер, англ. John Ewing Richter; 27 апреля 1911 года, Нью-Брансуик (Нью-Джерси), США — 17 февраля 1974 года, Лос-Анджелес, Калифорния, США) — американский танцор, хореограф, постановщик музыкальных шоу. Основоположник техники театрального джазового танца. Вдохновитель известных хореографов из Голливуда и Бродвея Боба Фосса, Майкла Кидда, Майкла Баннетта. Постановщик танцев для Риты Хейворт и Мэрилин Монро. Одна из его воспитанниц, актриса и танцовщица Гвен Вердон так выразила значение творческого вклада её хореографа: 
Когда вы идете в театр на бродвейский мюзикл — это Джек Коул. Когда вы идете в кино и видите там танец — это Джек Коул. Когда вы включаете телевизор и смотрите музыкальные видео — это Джек Коул. То, что в Париже называют „le Jazz Hot“ — это всё Джек Коул.

## Биография
Джон Юинг Рихтер родился в Нью-Брансуике (штат Нью-Джерси). Ещё в детстве мальчика его родители развелись, Джон был отдан на воспитание в школу-интернат. После его окончания поступил в первую школу танца модерн в Америке, так называемую школу Денишоун под руководством Рут Сен-Дэни и Теда Шона, который особо отмечал дарование Джона. Первый профессиональный выход Рихтера состоялся в августе 1930 года. Большое влияние на его хореографию и костюмы оказывал восточный колорит, характерный для школы Денишоун. Коул также сотрудничал ещё с двумя хореографами, экспериментирующими в новых танцевальных направлениях, — Дорисом Хамфри и Чарльзом Вейдманом, но уже вскоре стал работать самостоятельно, выбрав танцевальную карьеру в шоу-бизнесе. Начал танцевать в ночных клубах, в 1933 году был приглашён в кордебалет на Бродвей, где участвовал сначала в массовых сценах в постановках нескольких театров. С середины 1930-х годов получает уже заметные роли, например, в мюзикле «Майское вино» в театре Сент Джеймс. С мая 1938 года является главным солистом ежедневного шоу в престижном ресторане Нью-Йорка Rainbow Room.
В начале 1940-х годов Джека Коула приглашают в Голливуд, где сначала он снимается в небольших танцевальных эпизодах. Начиная с 1945 года он работает c Columbia Pictures в качестве хореографа уже на постоянной основе. Кроме того, иногда сам участвует в съёмках, например, с Ритой Хейворт в фильме «Сегодня вечером и каждый вечер». За свою карьеру он поставил танцы почти для 30 картин, в том числе для таких популярных как «Джентльмены предпочитают блондинок» и «В джазе только девушки». В это же время он активно работал и на Бродвее, где выступил хореографом в постановке более 10 мюзиклов.
В 1965 году Джек Коул выпустил своё последнее музыкальное шоу «Человек из Ламанчи», и хотя спектакль победил во всех основных номинациях премии Тони, в том числе и за лучший мюзикл, категорию за лучшую хореографию выиграл Боб Фосс с «Милой Чарити». Как считает российский критик Дмитрий Комм, Коул не смог смириться со столь знаковой победой над собой одного из своих учеников и навсегда покинул сцену. С этого времени он занимался только преподаванием на танцевальном отделении Калифорнийского университета в Лос-Анджелесе.
Скончался в Лос-Анджелесе в 1974 году в возрасте 62 лет.

## Творческое влияние

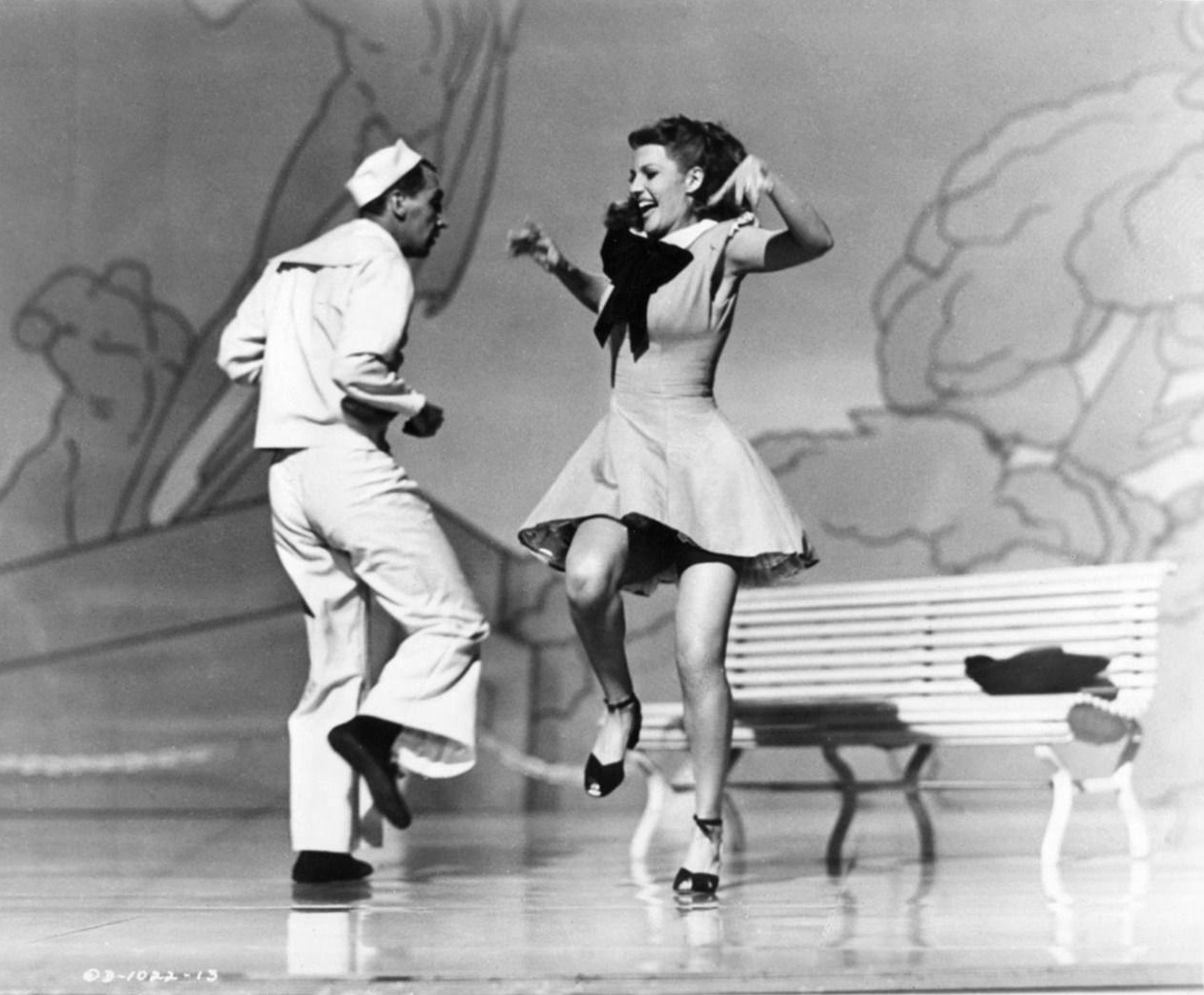
Джек Коул и Рита Хейворт в фильме «Сегодня вечером и каждый вечер» (1945 год).

Джек Коул является основоположником концепции современного танцевального шоу, известной как «театральный джазовый танец». Он создал сплав джаза, этнического танца и классического балета, который является доминирующим стилем в современных мюзиклах, кинофильмах, телевизионных рекламных роликах и музыкальных клипах. Американский критик и искусствовед Мартин Готфрид назвал Коула самым влиятельным и известным хореографом Голливуда в послевоенный период. При этом его известность носила специфический характер: он был совершенно не знаком широкой публике, но среди коллег и профессионалов был легендой. Существовал даже понятие танцоры Джека Коула, которых он отбирал самостоятельно. Каждый из них обладал не только дарованием, но и уникальной пластикой и чувством стиля. Среди них, вероятно, самые известные танцоры Гвен Вердон и Алвин Эйли, режиссёры Джером Роббинс и Боб Фосс и многие другие. Танцовщица Хелен Галлага, много лет работавшую под руководством Фосс, считает, что известный танцевальный номер «Steam Heat» из мюзикла «Пижамная игра» создан под влиянием сразу двух мастеров: неестественные движения и фиксация плеч заимствованы у Джека Коула, а трюки с котелками — у Фреда Астера. Фосс сам называл свою хореографию лабиринтом самых разнообразных влияний талантливых предшественников.

## Избранная фильмография
| Год  |   | Русское название                   | Оригинальное название                  | Роль      |
| ---- | - | ---------------------------------- | -------------------------------------- | --------- |
| 1946 | ф | Гильда                             | Gilda                                  | хореограф |
| 1953 | ф | Лили                               | Lili                                   | хореограф |
| 1953 | ф | Джентльмены предпочитают блондинок | Gentlemen Prefer Blondes               | хореограф |
| 1954 | ф | Река, не текущая вспять            | River of No Return                     | хореограф |
| 1954 | ф | Нет такого бизнеса, как шоу-бизнес | There's No Business Like Show Business | хореограф |
| 1955 | ф | Пьеса для троих                    | Three for the Show                     | хореограф |
| 1955 | ф | Джентльмены женятся на брюнетках   | Gentlemen Marry Brunettes              | хореограф |
| 1959 | ф | В джазе только девушки             | Some Like It Hot                       | хореограф |
| 1960 | ф | Займёмся любовью                   | Let's Make Love                        | хореограф |